# Kanton Gournay-en-Bray
Kanton Gournay-en-Bray (fr. Canton de Gournay-en-Bray) je francouzský kanton v departementu Seine-Maritime v regionu Horní Normandie. Skládá se ze 16 obcí.

## Obce kantonu
- Avesnes-en-Bray
- Bézancourt
- Bosc-Hyons
- Brémontier-Merval
- Cuy-Saint-Fiacre
- Dampierre-en-Bray
- Doudeauville
- Elbeuf-en-Bray
- Ernemont-la-Villette
- Ferrières-en-Bray
- Gancourt-Saint-Étienne
- Gournay-en-Bray
- Ménerval
- Molagnies
- Montroty
- Neuf-Marché